# Gran Premio Industria e Commercio di Prato 1993
Il Gran Premio Industria e Commercio di Prato 1993, quarantottesima edizione della corsa, si svolse il 27 giugno 1993 su un percorso di 254,5 km; la corsa fu valida anche come campionato nazionale italiano in linea (ottantatreesima edizione). La vittoria fu appannaggio di Massimo Podenzana, che completò il percorso in 6h02'51", precedendo Gianni Bugno e Davide Cassani. 

## Ordine d'arrivo (Top 10)
| Pos. | Corridore           | Squadra                   | Tempo    |
| ---- | ------------------- | ------------------------- | -------- |
| 1    | Massimo Podenzana   | Navigare-Blue Storm       | 6h02'51" |
| 2    | Gianni Bugno        | Gatorade                  | a 1'01"  |
| 3    | Davide Cassani      | Ceramiche Ariostea        | s.t.     |
| 4    | Gianni Faresin      | ZG Mobili-Bottecchia      | s.t.     |
| 5    | Paolo Botarelli     | Jolly Componibili-Club 88 | a 2'53"  |
| 6    | Carlo Finco         | Festina-Lotus             | s.t.     |
| 7    | Marco Giovannetti   | Mapei-Eldor               | s.t.     |
| 8    | Maximilian Sciandri | Motorola                  | s.t.     |
| 9    | Massimiliano Lelli  | Ceramiche Ariostea        | s.t.     |
| 10   | Fausto Dotti        | Jolly Componibili-Club 88 | a 4'38"  |